# Cyclodictyon angustirete
Cyclodictyon angustirete là một loài rêu trong họ Pilotrichaceae. Loài này được Herzog mô tả khoa học đầu tiên năm 1916.